# Puʻu ʻŌʻō

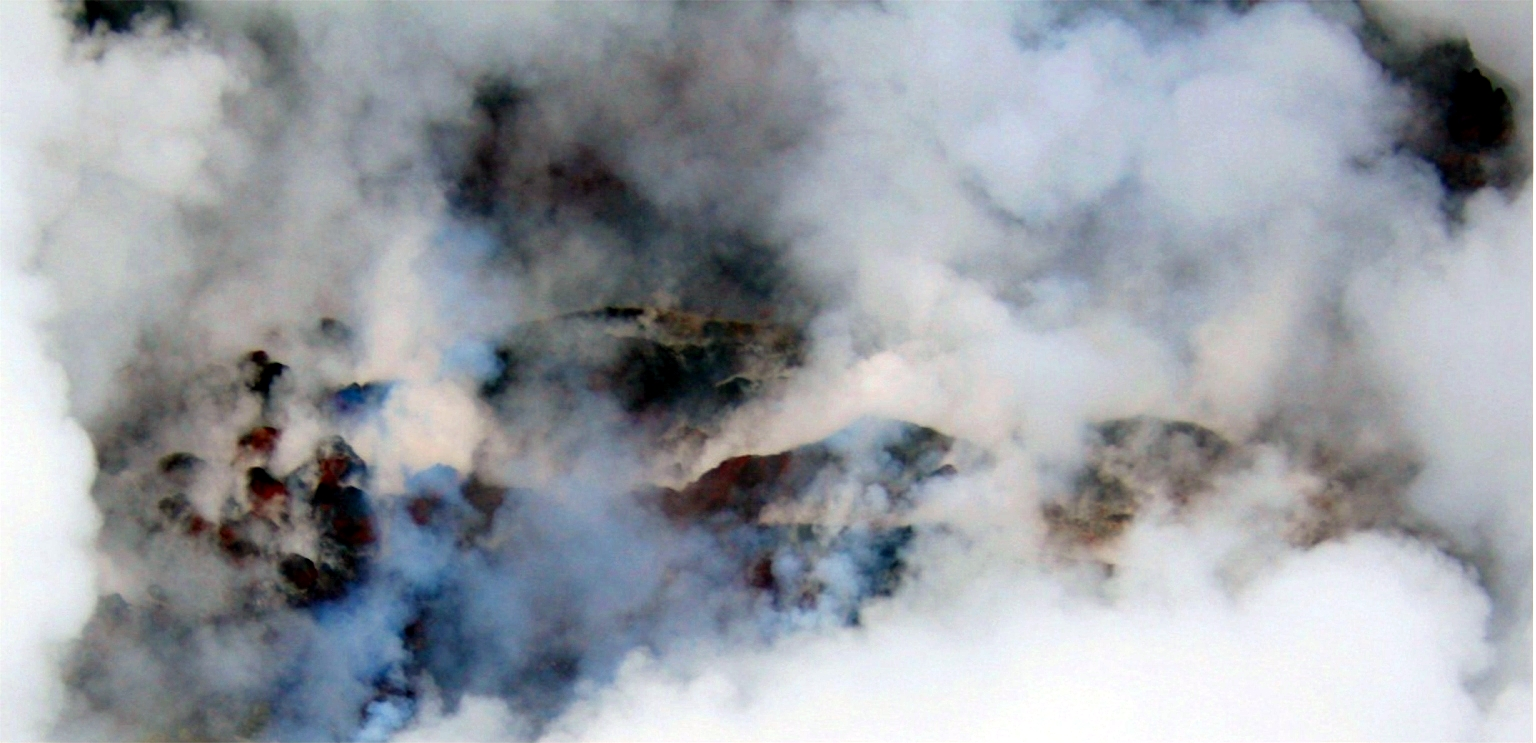
Vista aèria del Puu Ōō, 10 de setembre de 2007

Puʻu ʻŌʻō (sovint escrit Puu Ōō o Puu Oo, pronunciat [puʔu ʔoːʔoː] segons l'AFI o «Puhu Hoohoo» en representació simple) és un volcà a l'est de la zona de fissures volcàniques del volcà Kilauea de les illes Hawaii. El Puʻu ʻŌʻō porta en erupció des del 3 de gener del 1983, i ha creat la zona d'erupcions més longeva dels dos darrers segles. Des del 1983 fins al 1998, la lava del Puu Ōō va cobrir més de 97 km².
Tot i que sovint és conegut com la muntanya de l'ocell ʻŌʻō", en hawaià, hi ha una explicació diferent per al nom en aquesta llengua:
La paraula Ōō també significa pal per a cavar, perquè en les llegendes hawaianes la deïtat dels volcans Pele utilitzà la seua vareta màgica pāoa per a crear els volcans. Aquest sembla l'origen real del nom.
Així, el 1998, l'erupció havia arrasat 181 cases, així com una església, una botiga, el Centre de Visitants de Waha i molts llocs dels antics hawaians. La carretera de la costa havia estat tancada el 1987, i la lava cobria 13 km i un ample de 25 m. L'erupció va afegir 2,2 km² de terra a l'illa de Hawaii.